# 白骨觀
白骨觀，又稱骸骨想，或簡稱骨想，白骨觀最早源自不淨觀中的墓園九相中的後半階段，觀想屍體腐化或火化之後所剩下的白骨。

## 概論
白骨觀是佛教修行方法之一，为佛教五门禅法之一种，源自不淨觀中的九想觀，是通過對人的骨相的觀想，對治世間法的貪愛執著。
在《大般涅槃經》特別指聲聞弟子對治貪心的修觀之法，在《大方等大集經》更進一步說明修此觀能得舍摩他定。
白骨觀的內容，是從死屍在身皮血筋肉消失後，呈現出來的種種骨骸關節的相貌，進行觀想。